# Spargania rutila
Spargania rutila là một loài bướm đêm trong họ Geometridae.